# Victor Goybet
 (novembre 2011).
Si vous disposez d'ouvrages ou d'articles de référence ou si vous connaissez des sites web de qualité traitant du thème abordé ici, merci de compléter l'article en donnant les références utiles à sa vérifiabilité et en les liant à la section « Notes et références ».
Pour les articles homonymes, voir Goybet.
Victor-Louis Goybet, né le 9 juin 1865 à Lyon et le 13 novembre 1947 dans la même ville, est un général  de division français.

## Enfance
Né à Lyon le 9 juin 1865, il est le fils de Pierre Jules Goybet (1823-1912), un industriel, et de Marie Louise Bravais, nièce du physicien Auguste Bravais.
Son père fit ses études au collège des Jésuites de Fribourg, puis fut emmené à 16 ans par son oncle Augustin de Montgolfier dans son usine de Torero près de Saragosse ou il introduisait la fabrication du papier en Espagne. Il dirigera ensuite une entreprise de construction de machine à vapeur près de cette même ville. Nommé Chevalier et membre du conseil supérieur de l'industrie par la reine d'Espagne, il avait reçu le grade de lieutenant d'artillerie dans la milice. Son frère, Mariano (qui sera également général) nait à Saragosse en 1861.
La famille rentre en France en 1862 en raison de l'état de santé de la belle-mère de Pierre Jules et reste quelque temps à Annonay où naquit sa sœur Constance. Puis Pierre Jules est nommé principal de l'École professionnelle de la Martinière à Lyon où il demeura 16 ans, logé dans l'établissement. Henri et Victor naquirent là.

## Premières années de service
Victor Goybet poursuit ses études à l'École militaire de Saint-Cyr jusqu'en 1885,,.
Il est ensuite nommé lieutenant au 30e bataillon de chasseurs alpins, à Grenoble, qui sont rattachés aux deux corps d'armée défendant les Alpes. Il est ensuite reçu à l'École de guerre, d'où il sort avec la mention très bien[réf. nécessaire]. Il est employé à l'état-major en  1898. Victor Goybet est détaché au service des renseignements sur la frontière italienne de 1901 à 1907. Il est chef de bataillon en 1906, après avoir été au 98e régiment d'infanterie de ligne. Il est nommé chef d'état-major du gouvernement militaire de Briançon.
Au cours de sa carrière alpine, Victor Goybet s'affirma comme un montagnard infatigable, faisant de nombreuses ascensions, notamment le Mont Blanc par plusieurs itinéraires. Comme son oncle et parrain, Victor Bravais, il étudia la botanique en se spécialisant dans la flore des hauts sommets.

## Première Guerre mondiale
Il accomplit presque toute sa carrière dans les troupes alpines. À la mobilisation de 1914, Victor part comme chef d'État Major de la 66e division d'infanterie. En novembre, il est nommé au commandement du 95e régiment d'infanterie de ligne. Au cours de combats dans la forêt d'Aspremont, il fut blessé le mois suivant d'une balle qui lui sectionna trois doigts de la main droite. Il quitte son poste qu'après avoir donné ses derniers ordres. Dès qu'il a pu, il a repris son service sur le front. Il sera de nouveau blessé en mars 1916 à la main à cause d'un éclat d'obus,,.
Citation concernant Victor Goybet promu Officier de la Légion d’honneur alors colonel commandant une brigade d’infanterie Ordre N2855 du 3 mai 1916.
« S’est distingué depuis le début de la guerre, tant comme chef d’état major d’une division que comme chef de corps. Vient d’affirmer à nouveau ses qualités de chef en maintenant son régiment dans des circonstances difficiles pendant plus de trois semaines dans des tranchées soumises à un bombardement incessant et en repoussant vigoureusement une attaque allemande, le 6 avril 1916. Blessé grièvement le 14 décembre 1914 et amputé de trois doigts de la main droite, a reçu une nouvelle blessure le 30 mars 1916. »
Commandant du 101e Régiment d'Infanterie puis de la 79e Brigade de Chasseurs alpins, il participe à la défense de Verdun. Il prend part à l'offensive de la Somme (1916). Il prend le commandement de la 165e Division d'Infanterie le 19 novembre 1916. Extrait de la citation à l'ordre de la IIe Armée  No 884 du 10 septembre 17 concernant sa conduite de cette Division : « A assuré ainsi la conquête de trois positions successives comportant chacune plusieurs lignes de tranchées, et s'étendant sur deux kilomètres de profondeur, conquête accompagnée de la prise de plus de mille prisonniers valides et de nombreuses mitrailleuses ».
Il sera encore cité à l'ordre de la Xe armée le 20 septembre 1918 pour avoir conduit avec succès ses régiments sur la Somme, l'Aisne et à Verdun et pour avoir réussi une attaque avec une rapidité exceptionnelle et l'enlèvement d'une position particulièrement forte, la capture de 300 prisonniers, 20 canons et de nombreuses mitrailleuses. Le 10 aout 1918 en Picardie, il conduit ses régiments à l'attaque sur une progression de 12 km. Il enraye une contre attaque le 12. Il atteint son objectif d'occuper le Bois des loges.
Il occupe la Place de Mayence le 9 décembre 1918. Il était le premier commandant à Mayence depuis l'armistice de 1918.
Durant la guerre il reçoit le grade de colonel, la rosette d'Officier de la Légion d'honneur, 9 citations dont 6 à l'ordre de l'armée.

## Entre-deux-guerres
Le 20 mars 1919 il est promu général de brigade et commande la 79e Brigade. Le 1er juillet 1920 il est nommé commandant des subdivisions de Reims, Châlons-sur-Marne et Bar-le-Duc. Le 2 juillet 1926 il est promu général de division et commande la 27e division d'Infanterie,.Il est fait Commandeur de la Légion d'honneur.Il sera fait ensuite Grand officier de la Légion d'honneur,,.

## Famille
Victor est frère du général de division Mariano Goybet et du capitaine de vaisseau Henri Goybet et l'oncle du contre-amiral Pierre Goybet (fils de Mariano),,,.
Il a pour fils le colonel Charles Goybet (né en 1898) qui participa à la Première Guerre mondiale (bataille du Chemin des Dames, Somme), à la campagne de Syrie (1920-1921) et à la Seconde Guerre mondiale (campagne de Norvège).